# Форманюк Олександра Михайлівна
Олександра Михайлівна Форманюк (2 лютого 1930, село Свинюхи Волинського воєводства, Польща, тепер село Привітне Локачинського району Волинської області — 31 липня 2000, село Привітне Локачинського району Волинської області) — українська радянська діячка, свинарка, новатор сільськогосподарського виробництва. Герой Соціалістичної Праці (22.03.1966). Член Ревізійної Комісії КПУ в 1976—1981 р. Депутат Верховної Ради СРСР 7—9-го скликань.

## Біографія
Народилася в родині селянина Михайла Трофимюка. До 1948 року працювала у господарстві батьків.
З 1948 року — колгоспниця, ланкова колгоспу «Шлях до комунізму» Локачинського району Волинської області.
З 1954 року — свинарка колгоспу імені XIX з'їзду КПРС (потім — імені Леніна) села Привітне Локачинського району Волинської області. Ініціатор великогрупової відгодівлі свиней на Волині, що дало змогу значно збільшити виробництво свинини.
Член КПРС з 1960 року. Освіта середня.
Потім — на пенсії в селі Привітне Локачинського району Волинської області.

## Нагороди
- Герой Соціалістичної Праці (22.03.1966)
- два ордени Леніна (22.03.1966, 14.02.1975)
- орден Жовтневої Революції (8.04.1971)
- медаль «За трудову доблесть» (26.03.1960)
- медалі